# Dzwonowo (wieś w powiecie wałeckim)
Dzwonowo – wieś w Polsce położona w województwie zachodniopomorskim, w powiecie wałeckim, w gminie Człopa.

## Historia
Miejscowość pierwotnie związana była z Brandenburgią oraz Wielkopolską. Ma metrykę średniowieczną i istnieje co najmniej od XIV wieku. Wymieniona pierwszy raz w dokumencie zapisanym po łacinie z 1352 jako Schonowe, 1532 Slonowo, 1557 Sonowo, 1581 Szonowo, 1640 Dzwonowo, 1944 Schönow.
Miejscowość była wsią margrabiego brandenburskiego, a potem własnością należącą do lokalnej szlachty wielkopolskiej leżącą w dobrach Czarnków. W 1352 margrabia brandenburski Ludwik Rzymianin nadał w lenno Jakubowi i Heinzowi Boytinom połowę miasta Człopa wraz z przyległymi wsiami w. tym m.in. Dzwonowo. W 1532 kasztelan bydgoski Maciej Czarnkowski herbu Nałęcz III  w podziale puszcz i jezior ze swoim bratem kasztelanem santockim Sędziwojem otrzymał m.in. opustoszała wówczas wieś Dzwonów w Człopskiej Puszczy. W 1557 kasztelan poznański Piotr Czarnkowski  syn Macieja w działach z braćmi otrzymuje m.in. części Dzwonowa. W 1581 zapłacił pobór podatków ze wsi Dzwonowo od 23 kawałków roli po 7 groszy, od 4 zagrodników oraz od jednego łana sołtysiego.
W 1581 wieś leżała w powiecie poznańskim Korony Królestwa Polskiego w parafii Człopa, a w 1641 była siedzibą własnej parafii.
W latach 1975–1998 miejscowość należała administracyjnie do województwa pilskiego.